# Plaça Molina (métro de Barcelone)
Plaça Molina est une station de la ligne 7 du métro de Barcelone.

## Situation sur le réseau
La station se situe sous la rue de Balmes (Carrer de Balmes), sur le territoire de la commune de Barcelone, dans le district de Sarrià-Sant Gervasi. Elle s'intercale entre les stations Pàdua et Gracià de la ligne Barcelone - Vallès des Chemins de fer de la généralité de Catalogne (FGC).

## Histoire
La gare ouvre au public en 1954, à l'occasion du prolongement de la ligne Barcelone - Vallès depuis Gràcia vers Avinguda Tibidabo. La station est réaménagée en 2010 afin de créer une connexion directe avec Sant Gervasi, située à proximité immédiate. À cette occasion, un cheminement souterrain entre les deux quais de Plaça Molina est creusé, alors que jusqu'à présent il était nécessaire de ressortir sur la voie publique pour rejoindre le quai d'en face.

## Services aux voyageurs

### Accès et accueil
La station dispose de deux voies et deux quais latéraux.

### Intermodalité
La station permet la correspondance avec les lignes suburbaines de l'infrastructure Barcelone - Vallès et la ligne 6 du métro à Sant Gervasi, les deux stations partageant la même salle des billets.